# يتيم الصين (مسرحية)
يتيم الصين مأساة من 5 فصول كتبها فولتير سنة 1755 وأديت لأول مرة في 20 أغسطس 1755 على المسرح الوطني الفرنسي (بالفرنسية: Comédie-Française)‏.

## الخلفية
استوحى فولتيرهذا العمل من مسرحية يتيم عائلة تشاو ، التي ترجمها عن الصينية الأب دي بريمار عن الصينية.
الأحداث تدور في القصر الإمبراطوري في مدينة كامبالوك ، بكين اليوم.